# Lake of the Woods County
Lake of the Woods County is een county in de Amerikaanse staat Minnesota.
De county heeft een landoppervlakte van 3.358 km² en telt 4.522 inwoners (volkstelling 2000). De hoofdplaats is Baudette. Binnen de county liggen ook de exclaves Elm Point en Northwest Angle.